# Cour prévôtale
Pour les articles homonymes, voir Prévôt et Cour prévôtale (homonymie).
La cour prévôtale est une juridiction d'exception faisant partie des cours royales. Créée en décembre 1815 dans le cadre de la Seconde Restauration, elle est supprimée dès 1818.

## Caractéristiques
Dans le climat de crainte éprouvée par les royalistes radicaux face aux différents partis, jacobin et bonapartiste, qu’ils soupçonnaient de préparer des complots, surtout après l’épisode des Cent-Jours, les cours prévôtales sont voulues comme des tribunaux politiques et expéditifs. Elles succèdent aux cours spéciales napoléoniennes, aux attributions proches, mais avec des compétences élargies et avec beaucoup de limites à son action qui ont été supprimées[style à revoir]. L’accusé bénéficie cependant d’une innovation, l’avocat commis d'office. Enfin, dans les faits, elles se sont surtout occupées d’affaires sans caractère politique.
La création de ces cours donne l’apparence de restauration d’une institution d’Ancien Régime, mais est jugée par Paillet comme « un débris suspect d’un ordre judiciaire aboli, introduit maladroitement dans l’ordre judiciaire moderne, où il ne pouvait trouver place… ».

## Création

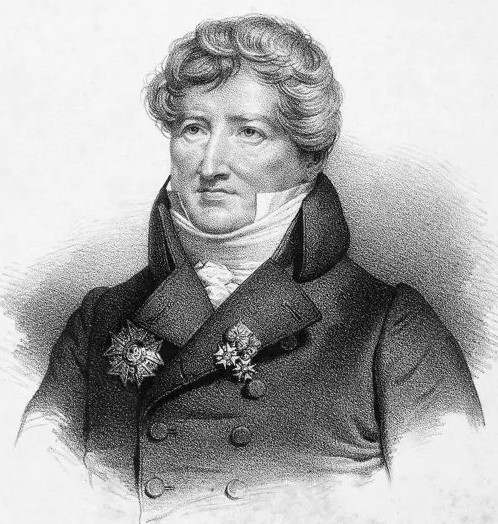
Le naturaliste Georges Cuvier, conseiller d’État, est choisi pour présenter le projet de loi au nom du gouvernement.

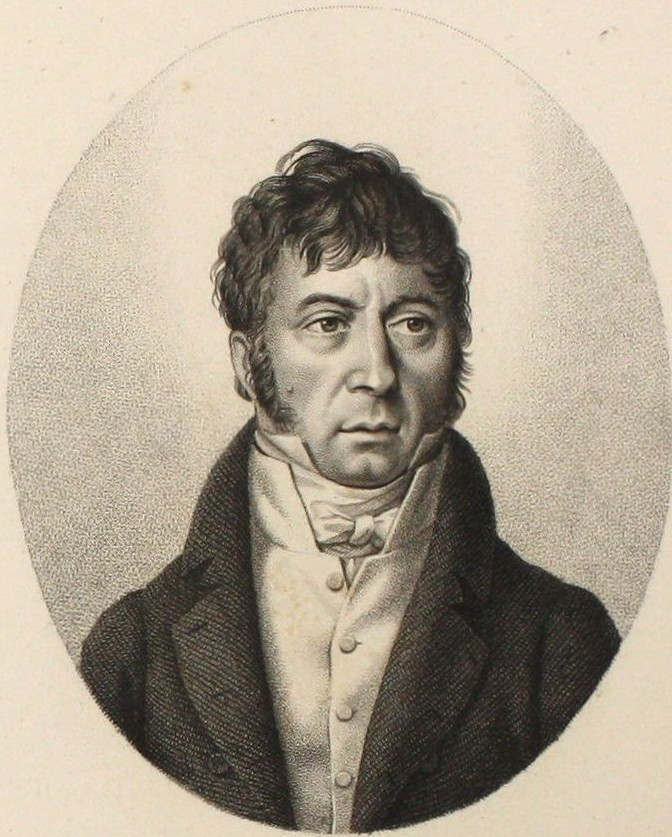
Voyer d'Argenson, principal parlementaire s'opposant à la création des cours prévôtales.

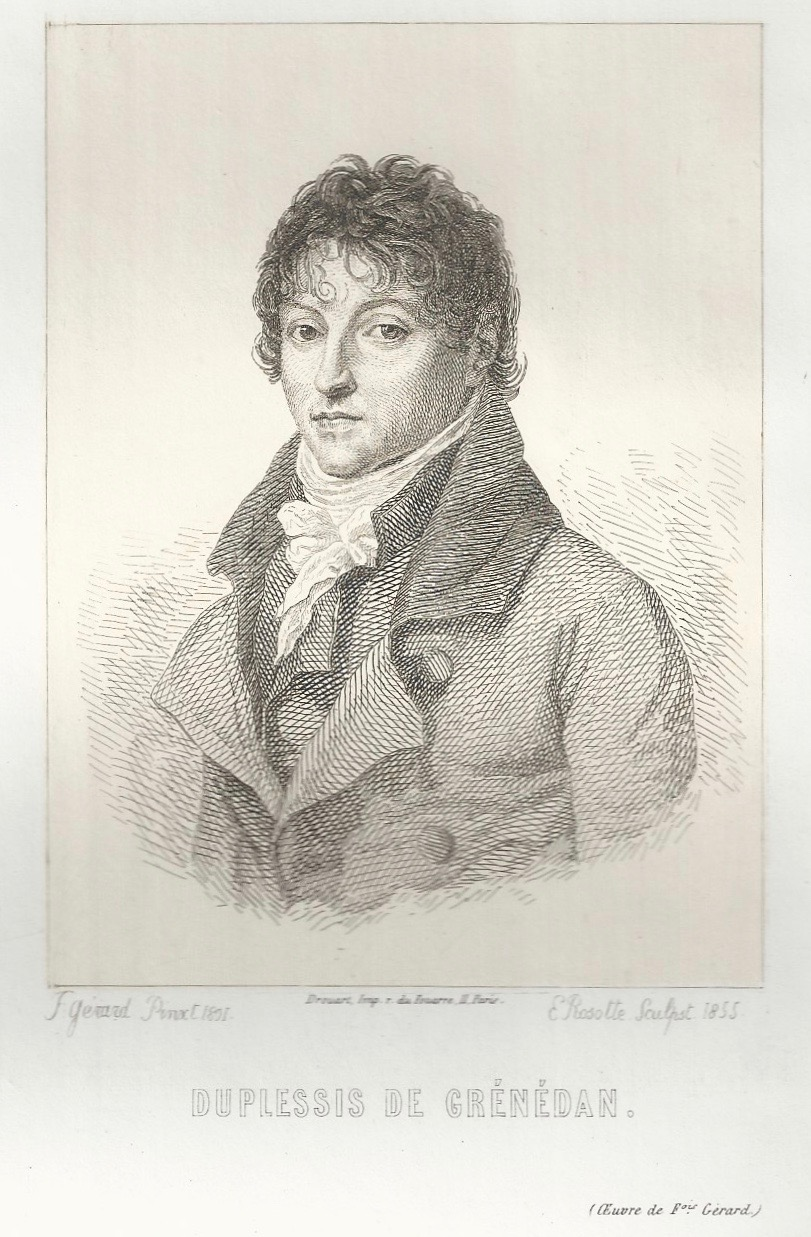
Plessis de Grenédan demanda, sans succès, le retour du gibet

La création de cette juridiction d’exception, contrevenant à la règle générale, utilise la faille ouverte par l’article 63 de la Charte constitutionnelle de 1814, qui permet une exception à l’interdiction des juridictions extraordinaires, celle des cours prévôtales « si leur rétablissement était jugé nécessaire »,.
Le gouvernement choisit comme rapporteur le conseiller d’État (et par ailleurs éminent naturaliste) Georges Cuvier pour présenter le projet de loi à la chambre des députés des départements. Lors de cette première législature après les Cent-Jours, ce sont les ultras qui dominent la Chambre. Les débats ne sont guère passionnés, l’accord est assez général avec quelques nuances. Seul d’Argenson s’y oppose fermement,. Le projet est voté à la Chambre les 4 et 5 décembre avec seulement dix opposants et 290 députés favorables, et à la Chambre des pairs le 15 avec seulement 11 voix contre,, seul l’un des pairs (son nom n’est pas donné par le Moniteur) s’élevant dans son discours contre l’atteinte portée à l’institution du jury.
L’exposé de la loi exclut formellement des cas retenus par les cours prévôtales les complots et crimes secrets, pour leur destiner les cas de violence publique et flagrante.
La Chambre exclut également la rétroactivité de ses compétences, demandé par le gouvernement et l’extrême-droite. Elle fut cependant conservée pour certaines affaires qui relevaient auparavant des cours spéciales napoléoniennes. Par contre, signe du raidissement de la majorité, les possibilités de recours sont réduites à l’extrême :
- pas d’appel possible[1] ;
- pas de recours en cassation possible[1] ;
- le recours en grâce n’est possible que si la cour elle-même recommande la clémence du roi[1].

Il y avait là plusieurs innovations périlleuses, dont l’élimination de la Cour de cassation. La Cour de cassation était compétente pour vérifier la légalité de l’arrêt de renvoi et confirmer la compétence des cours spéciales napoléoniennes, et celles-ci ne pouvaient être saisies tant qu’elle ne s’était pas prononcée. Dans son fonctionnement prévu, la cour prévôtale ne devait jamais avoir affaire à la cour de cassation, qui est remplacée en début de procédure seulement par la cour royale, forcément plus proche d’opinions et de préjugés, et moins scrupuleuse juridiquement parlant. Enfin, cela conduisait forcément à une inégalité devant la justice et à des divergences de jurisprudence, ce qui produisait de l’insécurité juridique. Parmi les innovations juridiques, il y a aussi le fait que le prévôt dirige l’instruction et participe au jugement : le code d'instruction criminelle interdit que les deux fonctions soient confondues en une même personne pour une affaire donnée.
La loi insiste par plusieurs dispositions sur le caractère qu’elle veut expéditif du fonctionnement des cours. Le prévenu doit être interrogé dans les 24 heures suivant son arrestation ; l’audition des témoins doit avoir lieu dans les plus brefs délais.
Elle apporte une innovation importante dans les droits de l’accusé : il est prévu que dès le premier interrogatoire, il lui sera demandé s’il dispose d'un avocat et dans le cas négatif, de lui en commettre un d'office, ce qui ne fut consacré dans le droit commun qu’en 1897.
Parmi les amendements :
- celui du député breton Louis-Joseph du Plessis-Mauron de Grenédan (accepté), qui interdit aux cours prévôtales de connaître une affaire au fond avant que la cour royale n’ait confirmé qu’elle était compétente[1] ;
- celui également soutenu par Duplessis de Grenédan, qui devait remplacer la guillotine par la pendaison (refusé après un tumulte dans la Chambre)[1],[10];
- celui de Hyde de Neuville, qui réservait le droit de grâce royal dans tous les cas (et donc interdisait une exécution avant que le monarque ne se soit prononcé) est refusé[1].

## Composition et compétence
La cour prévôtale est composée d’un président, d'un prévôt, de trois juges et d’un juge assesseur, désignés chaque année par le président de la cour royale. Le prévôt devait être un militaire d’au moins trente ans et d’au moins le grade de colonel et était appelé indifféremment prévôt ou grand prévôt. Le ministère public et le greffier venaient du tribunal de première instance. Seuls le président et le prévôt prêtaient serment avant d’entrer en fonctions. En cas d’absence, les juges étaient remplacés par d’autres juges du tribunal, le prévôt par le commandant de gendarmerie du département. Dans les faits, les juges civils furent souvent choisis parmi des magistrats sans envergure, de première instance, ce qui restreignait considérablement le prestige, l’autorité et l’expérience de la cour. 
Dans les faits, vingt prévôts furent des généraux, les autres étaient colonels ou capitaines de vaisseau. Le colonel Seignan de Serre, colonel de gendarmerie, est le seul gendarme nommé prévôt, dans le département du Gard. Le plus souvent, ils furent choisis parmi d’anciens émigrés, souvent parmi les ultras. Le recrutement fut difficile, en raison de la faiblesse du salaire proposé. De plus, pour les juges civils, le garde des Sceaux voulait choisir des juges qu’il savait fidèles, mais devait les choisir dans les juges du tribunal du lieu. Le choix fut donc assez long à opérer, et dura jusqu’au mois d’avril. La cour prévôtale de Pau ne fut installée qu’en juillet.
La condamnation est prononcée aux deux tiers des voix.
Les cas relevant des cours prévôtales sont similaires à ceux des cours spéciales créées en 1808. Ils étaient, :
- le jugement des vagabonds, gens sans aveu, condamnés à des peines afflictives ou infamantes, et des militaires en-dehors des cas de discipline militaire ;
- le jugement des cas de rébellion à main armée, de contrebande armée, de fausse monnaie et d’assassinat par bande armée ;
- de combinaison des deux, par exemple réunion séditieuse, levée ou organisation d’une bande séditieuse, fourniture d’armes ou de vivres à des rebelles, de prise de commandement d’une force armée ou d’une place forte, d’un port ou d’une ville ;
- de crimes proprement politiques, tels que paroles, cris ou écrits séditieux contre le roi ou sa famille, et prononcés sur son passage ou dans son palais ; et le fait d’arborer un autre drapeau que le drapeau blanc ;
- les crimes de grand chemin : vol à main armée ou assassinat dans des lieux écartés et où la preuve du crime est difficile à établir.

La loi du 28 avril 1816 ajoute à ces compétences les affaires de douane concernant l’importation de marchandises illicites et l’importation frauduleuse.

## Fonctionnement

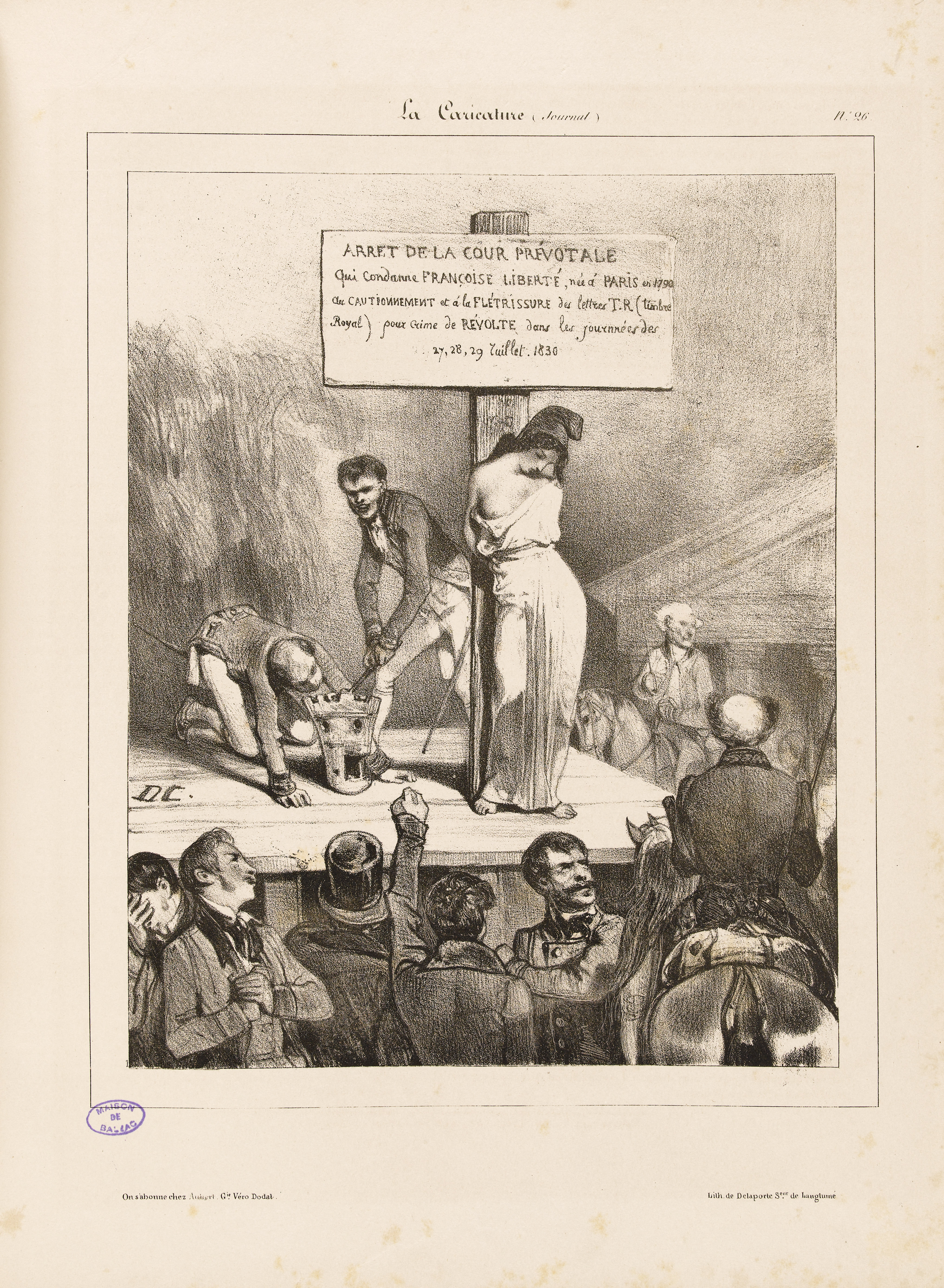
D’après cette caricature de 1830, les cours prévôtales étaient perçues comme réprimant la liberté.

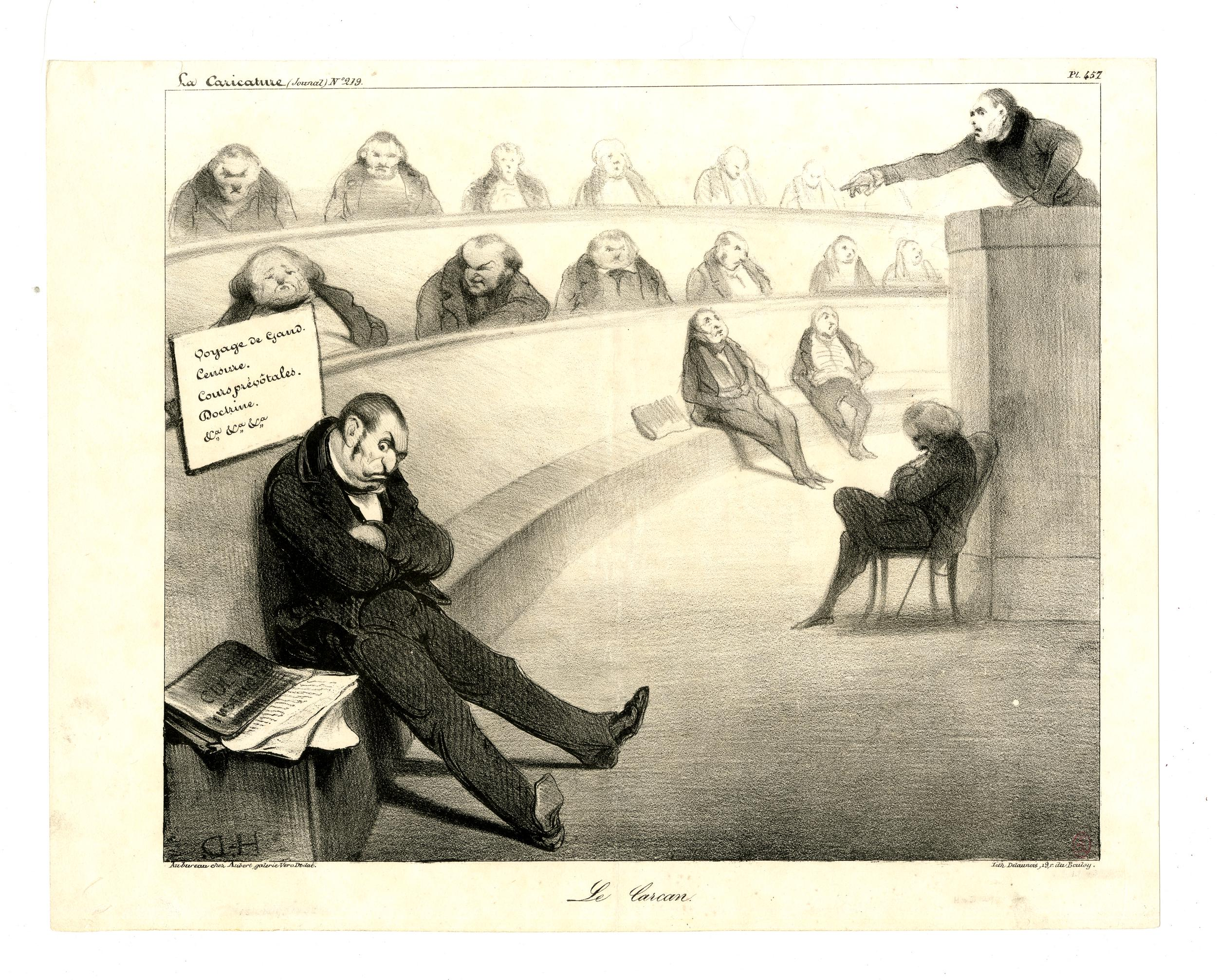
Guizot vingt ans après, au cours de débats où on lui rappelle la censure et les cours prévôtales.

Dans les faits, les cours prévôtales eurent une action sur plusieurs registres : elles ont traité d’affaires qui relevaient de la justice courante, assises ou correctionnelle, et elles ont aussi été un tribunal politique.
La nomination de militaires, en majorité d’anciens émigrés revanchards, fut très tôt une cause de débordements dans le fonctionnement des cours prévôtales. Dans certains départements, les présidents ou les prévôts envoyèrent des proclamations à visées politiques aux maires. Un prévôt voulait parcourir lui-même tout son département pour rechercher les fauteurs de trouble. Beaucoup de prévôts, étant militaires et donnant à leur fonction un rôle politique, eurent au début une activité de police. Le garde des Sceaux dut leur rappeler leur rôle de juge, et de juge uniquement.
Il y eut également des rivalités au sein des cours : les prévôts étaient de haut rang dans l’armée et dans la noblesse, mais souvent dépourvus de connaissances et d’expérience judiciaires. Les juges étaient situés en bas de l’échelle judiciaire, mais connaissaient le fonctionnement de la justice. Mais la subordination des premiers aux seconds créa des difficultés dans le fonctionnement courant des cours. Le garde des Sceaux soutint toujours les magistrats contre les prévôts.
Mais le principal défaut des cours prévôtales était le fait que leur activité était quasiment hors de contrôle par les instances normalement chargées de réguler le fonctionnement des tribunaux, cours d’appel et de cassation, si bien que le garde des sceaux dut recourir au pourvoi dans l'intérêt de la loi pour remédier à des irrégularités de procédure. Des procédures irrégulières ne pouvaient pas être annulées et continuaient donc leur cours ; d’un département à l’autre, les cris séditieux ont été retenus par les cours prévôtales soit comme des crimes qu’elles jugeaient, soit comme des délits dont elles laissaient la compétence aux chambres correctionnelles ; de même pour les réunions séditieuses. Et pour les crimes de grands chemins, certaines cours se sont donné la juridiction sur les routes nationales et départementales, d’autres sur toutes les voies de communication.
Les cours prévôtales furent un instrument de répression politique, condamnant des opposants à de lourdes peines, voire à la mort, pour des conspirations réelles ou supposées. L’exécution des peines dans les 24 heures, en l’absence de possibilité d’appel, renforcèrent l’impopularité de Louis XVIII.
Elles sont supprimées le 1er janvier 1818 : l’article 55 prévoyait que la loi cesserait d’avoir effet fin 1817 si la loi n’était pas renouvelée. La plupart cessent leur activité au premier trimestre 1818, le temps de juger les affaires en cours d’instruction.

## Quelques condamnés des cours prévôtales
- Jean-Paul Didier

En 1816, la cour prévôtale de l’Hérault condamne une personne à la déportation à vie pour avoir suspendu un drapeau tricolore à un arbre. La même année, la cour des Basses-Alpes condamne à la même peine pour avoir, à Sisteron, répandu des rumeurs absurdes selon lesquelles une armée allait débarquer à Toulon et que Bonaparte avait pris Londres, paroles considérées comme provocation indirecte au renversement du gouvernement. La cour prévôtale de l’Aude juge cinq hommes qui étaient déjà en prison. Elle leur reproche d’avoir, alors qu’ils étaient sous écrou, comploté contre le roi : trois sont condamnés à mort, deux à cinq ans de prison.

## Historiographie
Dans un premier temps, les historiens jugent ces cours comme des outils de la Terreur blanche, et uniquement cela, c’est-à-dire des tribunaux politiques, négligeant le volet judiciaire classique de leur activité. On reproche aussi à ces cours leurs jugements dictés par la passion politique : selon Albert Beinet, « leurs rigueurs allaient avoir un lugubre retentissement et amonceler les colères qui devaient éclater quinze ans plus tard ». Au début du XXe siècle, Paillet élargit la perspective en incluant tous les champs d’activité de ces cours.